# اسلوبودان اوروشویچ
اسلوبودان اوروشویچ (صربی: Slobodan Urošević؛ زادهٔ ۱۵ آوریل ۱۹۹۴) بازیکن فوتبال اهل صربستان است.
از باشگاه‌هایی که در آن بازی کرده‌است می‌توان به باشگاه فوتبال اود-هورلی لوون و باشگاه فوتبال راد اشاره کرد.
وی همچنین در تیم ملی فوتبال صربستان بازی کرده‌است.